# Porphyrinia latescens
Porphyrinia latescens är en fjärilsart som beskrevs av Turati 1924. Porphyrinia latescens ingår i släktet Porphyrinia och familjen nattflyn. Inga underarter finns listade i Catalogue of Life.